# Callaíta
«Callaíta» es una canción del cantante puertorriqueño Bad Bunny, estrenada el 31 de mayo de 2019, como el primer sencillo de su cuarto álbum, Un verano sin ti (2022). Producida por Tainy y Rimas Entertainment, presenta muestras de la canción de Zion «Alócate».
La canción alcanzó la primera posición en España, mientras que en Estados Unidos, se ubicó en la segunda posición en la lista de sencillos Hot Latin Songs, y la ubicación cincuenta y dos en la lista Hot 100, ambas de Billboard.

## Antecedentes y lanzamiento
La canción fue escrita por Bad Bunny, bajo la producción de Tainy. El tema se convirtió en el primer tema en solitario de Bad Bunny luego de la salida de su álbum X 100pre. El tema se anunció el 29 de mayo a través de las redes sociales de Bad Bunny, en dicha publicación se presentó una intro de la canción y días después, la borró.

## Vídeo musical
El video de «Callaíta» se estrenó el 31 de mayo de 2019. Dirigido por Kacho López Mari y producido por la productora puertorriqueña Filmes Zapatero. En ella, Bad Bunny habla de una chica que, a pesar de parecer mansa y tranquila, vive una vida libre de inhibiciones y vacilaciones, tanto en términos de sí misma como de las personas que la critican. Esta es la única canción de Un verano sin ti en estrenarse en 2019.

## Posicionamiento en listas
| Listas (2019)                          | Mejor posición |
| -------------------------------------- | -------------- |
| Argentina (Argentina Hot 100)          | 9              |
| Bolivia (Monitor Latino)               | 16             |
| Colombia (National-Report)             | 10             |
| Ecuador (Monitor Latino)               | 11             |
| España (PROMUSICAE)                    | 1              |
| Estados Unidos (Billboard Hot 100)     | 52             |
| Estados Unidos (Hot Latin Songs)       | 2              |
| Estados Unidos (Rolling Stone Top 100) | 50             |
| Francia (SNEP)                         | 140            |
| Honduras (Monitor Latino)              | 3              |
| Italia (FIMI)                          | 50             |
| Nicaragua (Monitor Latino)             | 3              |
| Paraguay (Monitor Latino)              | 1              |
| Perú (Monitor Latino)                  | 1              |
| Puerto Rico (Monitor Latino)           | 4              |
| República Dominicana (Monitor Latino)  | 1              |
| Suiza (Schweizer Hitparade)            | 57             |

## Certificaciones
| País (organismo certificador) | Certificación | Unidades certificadas |
| ----------------------------- | ------------- | --------------------- |
| España (PROMUSICAE)           | 4x Platino    | 160 000               |
| Italia (FIMI)                 | Oro           | 25 000                |